# Frank Sauerbrey
Frank Sauerbrey est un sauteur à ski est-allemand.

## Biographie
Il fait ses débuts dans la Coupe du monde à l'occasion de la Tournée des quatre tremplins 1984-1985. Sur la troisième étape à Innsbruck, il marque ses premiers points grâce à une dixième place. Ensuite, lors des Championnats du monde à Seefeld, il remporte la médaille de bronze à l'épreuve par équipes avec Manfred Deckert, Klaus Ostwald et Jens Weißflog.
Il marque encore des points pour la Coupe du monde en 1985-1986, terminant sa courte carrière internationale à Klingenthal (13e).
Sa fille Katherine Sauerbrey est une fondeuse, médaillée d'argent en relais aux Jeux olympiques d'hiver de 2022.

## Palmarès

### Championnats du monde
| Épreuve / Édition | Seefeld 1985 |
| Grand tremplin    | 31e          |
| Par équipes       | Bronze       |

### Coupe du monde
- Meilleur classement général : 53e en 1985.
- Meilleur résultat individuel : 10e.

#### Classements généraux
| Compet'/Année | Compet'/Année | Classement général | Classement général |
| ------------- | ------------- | ------------------ | ------------------ |
| Compet'/Année | Compet'/Année | Class.             | Points             |
| 1985          | 1985          | 53e                | 6                  |
| 1986          | 1986          | 59e                | 4                  |